# Treinadores do Paysandu Sport Club

## Ordem cronológica
- Atualizado Desde o ano de 2000, até o início do trabalho de Hélio dos Anjos, em 2023.

| Treinador                | País    | De                          | Até                         | J   | V  | E  | D  | GP  | GC  | %     | Competições                  | Títulos                                              |
| ------------------------ | ------- | --------------------------- | --------------------------- | --- | -- | -- | -- | --- | --- | ----- | ---------------------------- | ---------------------------------------------------- |
| Fito Neves               | Brasil  | Janeiro de 2000             | Abril de 2000               | 17  | 8  | 4  | 5  | 22  | 16  | 54,90 | AM, PA, CN, CB               |                                                      |
| Givanildo Oliveira       | Brasil  | Maio de 2000                | Setembro de 2002            | 166 | 90 | 44 | 32 | 315 | 162 | 63,05 | AM, TA, PA, CN, CC, CB, B, A | 3 Parazão 1 Copa Norte 1 Série B 1 Copa dos Campeões |
| Marcelo Rocha int.       | Brasil  | 22 de Setembro de 2002      | 22 de Setembro de 2002      | 1   | 1  | 0  | 0  | 4   | 3   | 100   | A                            |                                                      |
| Hélio dos Anjos          | Brasil  | Setembro de 2002            | Novembro de 2002            | 16  | 6  | 2  | 8  | 22  | 25  | 41,66 | A                            |                                                      |
| Darío Pereyra            | Uruguai | Janeiro de 2003             | Maio de 2003                | 29  | 16 | 6  | 7  | 66  | 47  | 63,21 | AM, PA, A, L                 |                                                      |
| Ivo Wortmann             | Brasil  | Maio de 2003                | Dezembro de 2003            | 38  | 15 | 9  | 14 | 66  | 52  | 47,36 | AM, A                        |                                                      |
| Heron Ferreira           | Brasil  | Janeiro de 2004             | Fevereiro de 2004           | 4   | 1  | 2  | 1  | 5   | 5   | 41,66 | AM, PA                       |                                                      |
| Arthur Neto              | Brasil  | Fevereiro de 2004           | Abril de 2004               | 14  | 10 | 1  | 3  | 32  | 14  | 73,80 | PA, A                        |                                                      |
| Nildo Ferreira int.      | Brasil  | 1 de Maio de 2004           | 1 de Maio de 2004           | 1   | 0  | 0  | 1  | 0   | 1   | 0     | A                            |                                                      |
| Givanildo Oliveira       | Brasil  | Maio de 2004                | Agosto de 2004              | 20  | 6  | 6  | 8  | 27  | 31  | 40    | AM, A                        |                                                      |
| Adílson Batista          | Brasil  | Agosto de 2004              | Novembro de 2004            | 18  | 7  | 5  | 6  | 23  | 31  | 48,14 | A                            |                                                      |
| Vagner Benazzi           | Brasil  | Novembro de 2004            | Dezembro de 2004            | 6   | 3  | 2  | 1  | 9   | 5   | 61,11 | AM, A                        |                                                      |
| Roberto Cavalo           | Brasil  | Janeiro de 2005             | Março de 2005               | 13  | 9  | 3  | 1  | 33  | 16  | 76,92 | AM, PA, CB                   |                                                      |
| Sinomar Naves            | Brasil  | Março de 2005               | Maio de 2005                | 11  | 5  | 3  | 3  | 17  | 14  | 54,54 | PA, CB, A                    | 1 Parazão                                            |
| Paulo Campos             | Brasil  | Maio de 2005                | Julho de 2005               | 12  | 3  | 3  | 6  | 16  | 24  | 33,33 | AM, A                        |                                                      |
| Gilson Kleina            | Brasil  | Julho de 2005               | Outubro de 2005             | 18  | 6  | 3  | 9  | 35  | 39  | 38,88 | AM, A                        |                                                      |
| Carlos Alberto Torres    | Brasil  | Outubro de 2005             | Dezembro de 2005            | 13  | 5  | 0  | 8  | 18  | 26  | 38,46 | A                            |                                                      |
| Carlos César             | Brasil  | Janeiro de 2006             | Janeiro de 2006             | 5   | 1  | 2  | 2  | 9   | 8   | 33,33 | PA                           |                                                      |
| Samuel Cândido           | Brasil  | Janeiro de 2006             | Março de 2006               | 10  | 5  | 3  | 2  | 17  | 12  | 60    | PA, CB                       |                                                      |
| Marinho Peres            | Brasil  | Março de 2006               | Abril de 2006               | 3   | 1  | 1  | 1  | 3   | 4   | 44,44 | PA, CB                       |                                                      |
| Ademir Fonseca           | Brasil  | Abril de 2006               | Outubro de 2006             | 34  | 15 | 7  | 12 | 55  | 45  | 50,98 | AM, PA, B                    | 1 Parazão                                            |
| Leandro Campos           | Brasil  | Outubro de 2006             | Novembro de 2006            | 6   | 1  | 1  | 4  | 7   | 14  | 22,22 | B                            |                                                      |
| Sinomar Naves            | Brasil  | Novembro de 2006            | Novembro de 2006            | 4   | 1  | 0  | 3  | 6   | 15  | 25    | B                            |                                                      |
| Nad                      | Brasil  | Janeiro de 2007             | Janeiro de 2007             | 4   | 2  | 1  | 1  | 7   | 5   | 58,33 | PA                           |                                                      |
| Fernando Oliveira int.   | Brasil  | 28 de Janeiro de 2007       | 28 de Janeiro de 2007       | 1   | 0  | 1  | 0  | 1   | 1   | 33,33 | PA                           |                                                      |
| Luís Antônio Zaluar      | Brasil  | Janeiro de 2007             | Fevereiro de 2007           | 5   | 2  | 1  | 2  | 7   | 6   | 46,66 | PA                           |                                                      |
| Fernando Oliveira int.   | Brasil  | 21 de Fevereiro de 2007     | 21 de Fevereiro de 2007     | 1   | 1  | 0  | 0  | 1   | 0   | 100   | CB                           |                                                      |
| Sinomar Naves            | Brasil  | Fevereiro de 2007           | Abril de 2007               | 14  | 7  | 2  | 5  | 23  | 20  | 54,76 | PA, CB                       |                                                      |
| Paulo Roberto Santos     | Brasil  | Maio de 2007                | Julho de 2007               | 9   | 4  | 1  | 4  | 14  | 9   | 48,14 | AM, C                        |                                                      |
| Fernando Oliveira int.   | Brasil  | Julho de 2007               | Agosto de 2007              | 2   | 0  | 0  | 2  | 0   | 3   | 0     | C                            |                                                      |
| Sérgio Belfort           | Brasil  | Novembro de 2007            | Dezembro de 2007            | 6   | 4  | 0  | 2  | 14  | 7   | 66,66 | AM                           |                                                      |
| Givanildo Oliveira       | Brasil  | Fevereiro de 2008           | Março de 2008               | 10  | 7  | 0  | 3  | 20  | 9   | 70    | PA                           |                                                      |
| Édson Boaro              | Brasil  | Abril de 2008               | Maio de 2008                | 6   | 3  | 1  | 2  | 10  | 10  | 55,55 | PA                           |                                                      |
| Charles Guerreiro        | Brasil  | Maio de 2008                | Junho de 2008               | 5   | 3  | 1  | 1  | 18  | 9   | 66,66 | PA                           |                                                      |
| Dário Lourenço           | Brasil  | Junho de 2008               | Setembro de 2008            | 19  | 8  | 6  | 5  | 27  | 22  | 52,63 | AM, C                        |                                                      |
| Nad int.                 | Brasil  | Outubro de 2008             | Novembro de 2008            | 3   | 1  | 1  | 1  | 4   | 4   | 44,44 | TA, AM                       |                                                      |
| Edson Gaúcho             | Brasil  | Janeiro de 2009             | Junho de 2009               | 29  | 20 | 4  | 5  | 74  | 39  | 73,56 | AM, PA, C                    | 1 Parazão                                            |
| Walter Lima              | Brasil  | Julho de 2009               | Agosto de 2009              | 6   | 1  | 3  | 2  | 7   | 12  | 33,33 | C                            |                                                      |
| Nasareno Silva           | Brasil  | Outubro de 2009             | Dezembro de 2009            | 10  | 6  | 2  | 2  | 14  | 10  | 66,66 | AM                           |                                                      |
| Luiz Carlos Barbieri     | Brasil  | Janeiro de 2010             | Março de 2010               | 10  | 4  | 5  | 1  | 14  | 10  | 56,66 | AM, PA, CB                   |                                                      |
| Charles Guerreiro        | Brasil  | Março de 2010               | Outubro de 2010             | 31  | 15 | 8  | 8  | 68  | 45  | 56,98 | AM, PA, CB, C                | 1 Parazão                                            |
| Lecheva int.             | Brasil  | 20 e 27 de Novembro de 2010 | 20 e 27 de Novembro de 2010 | 2   | 2  | 0  | 0  | 4   | 0   | 100   | AM                           |                                                      |
| Sérgio Cosme             | Brasil  | Janeiro de 2011             | Maio de 2011                | 26  | 11 | 8  | 7  | 51  | 43  | 58,97 | AM, TA, PA, CB               |                                                      |
| Roberto Fernandes        | Brasil  | Maio de 2011                | Setembro de 2011            | 13  | 6  | 5  | 2  | 26  | 18  | 58,97 | AM, PA, C                    |                                                      |
| Edson Gaúcho             | Brasil  | Setembro de 2011            | Outubro de 2011             | 5   | 2  | 1  | 2  | 7   | 5   | 46,66 | C                            |                                                      |
| Andrade                  | Brasil  | Outubro de 2011             | Novembro de 2011            | 3   | 2  | 0  | 1  | 5   | 5   | 66,66 | AM, C                        |                                                      |
| Lecheva int.             | Brasil  | 3 de Dezembro de 2011       | 3 de Dezembro de 2011       | 1   | 1  | 0  | 0  | 3   | 2   | 100   | AM                           |                                                      |
| Nad                      | Brasil  | Dezembro de 2011            | Março de 2012               | 13  | 7  | 1  | 5  | 20  | 12  | 56,41 | AM, PA                       |                                                      |
| Lecheva                  | Brasil  | Março de 2012               | Maio de 2012                | 12  | 6  | 3  | 3  | 19  | 13  | 58,33 | PA, CB                       |                                                      |
| Roberval Davino          | Brasil  | Maio de 2012                | Agosto de 2012              | 12  | 6  | 3  | 3  | 19  | 11  | 58,33 | AM, C                        |                                                      |
| Givanildo Oliveira       | Brasil  | Agosto de 2012              | Setembro de 2012            | 7   | 1  | 5  | 1  | 8   | 9   | 38,09 | C                            |                                                      |
| Lecheva                  | Brasil  | Setembro de 2012            | Junho de 2013               | 38  | 21 | 9  | 8  | 82  | 42  | 63,15 | AM, PA, CB, C, B             | 1 Parazão                                            |
| Nad int.                 | Brasil  | 8 e 9 de Dezembro de 2012   | 8 e 9 de Dezembro de 2012   | 2   | 0  | 0  | 2  | 0   | 2   | 0     | AM                           |                                                      |
| Rogérinho Gameleira int. | Brasil  | 4 de Junho de 2013          | 4 de Junho de 2013          | 1   | 1  | 0  | 0  | 2   | 0   | 100   | B                            |                                                      |
| Givanildo Oliveira       | Brasil  | Junho de 2013               | Julho de 2013               | 8   | 1  | 2  | 5  | 9   | 15  | 33,33 | CB, B                        |                                                      |
| Rogérinho Gameleira int. | Brasil  | Julho de 2013               | Agosto de 2013              | 2   | 1  | 0  | 1  | 2   | 3   | 50    | B                            |                                                      |
| Arturzinho               | Brasil  | Agosto de 2013              | Setembro de 2013            | 11  | 3  | 2  | 6  | 11  | 17  | 33,33 | B                            |                                                      |
| Vagner Benazzi           | Brasil  | Setembro de 2013            | Novembro de 2013            | 14  | 4  | 4  | 6  | 16  | 21  | 38,09 | B                            |                                                      |
| Rogérinho Gameleira int. | Brasil  | 30 de Novembro de 2013      | 30 de Novembro de 2013      | 1   | 0  | 1  | 0  | 0   | 0   | 33,33 | B                            |                                                      |
| Mazola Júnior            | Brasil  | Janeiro de 2014             | Junho de 2014               | 41  | 21 | 14 | 6  | 82  | 43  | 62,60 | PA, CV, CB, C                |                                                      |
| Vica                     | Brasil  | Junho de 2014               | Agosto de 2014              | 4   | 0  | 2  | 2  | 5   | 12  | 16,66 | CB, C                        |                                                      |
| Rogérinho Gameleira int. | Brasil  | 13 de Agosto de 2014        | 13 de Agosto de 2014        | 1   | 1  | 0  | 0  | 2   | 1   | 100   | CB                           |                                                      |
| Mazola Júnior            | Brasil  | Agosto de 2014              | Novembro de 2014            | 15  | 9  | 3  | 3  | 28  | 15  | 66,66 | AM, C                        |                                                      |
| Sidney Moraes            | Brasil  | Janeiro de 2015             | Fevereiro de 2015           | 6   | 2  | 2  | 2  | 8   | 4   | 44,44 | AM, PA, CV                   |                                                      |
| Dado Cavalcanti          | Brasil  | Fevereiro de 2015           | Junho de 2016               | 89  | 42 | 21 | 26 | 138 | 100 | 55,05 | AM, PA, CV, CB, B            | 1 Parazão 1 Copa Verde                               |
| Rogérinho Gameleira int. | Brasil  | 11 de Junho de 2016         | 11 de Junho de 2016         | 1   | 0  | 1  | 0  | 0   | 0   | 33,33 | B                            |                                                      |
| Gilmar Dal Pozzo         | Brasil  | Junho de 2016               | Julho de 2016               | 13  | 4  | 8  | 1  | 11  | 6   | 51,28 | CB, B                        |                                                      |
| Rogérinho Gameleira int. | Brasil  | 2 de Agosto de 2016         | 2 de Agosto de 2016         | 1   | 1  | 0  | 0  | 3   | 0   | 100   | B                            |                                                      |
| Dado Cavalcanti          | Brasil  | Agosto de 2016              | Novembro de 2016            | 19  | 6  | 6  | 7  | 22  | 24  | 42,10 | B                            |                                                      |
| Marcelo Chamusca         | Brasil  | Janeiro de 2017             | Junho de 2017               | 34  | 15 | 9  | 10 | 41  | 28  | 52,94 | AM, PA, CV, CB, B            | 1 Parazão                                            |
| Rogérinho Gameleira int. | Brasil  | 20 de junho de 2017         | 23 de junho de 2017         | 2   | 0  | 1  | 1  | 1   | 2   | 16,66 | B                            |                                                      |
| Marquinhos Santos        | Brasil  | Junho de 2017               | Fevereiro de 2018           | 35  | 13 | 8  | 14 | 43  | 40  | 44,76 | PA, CV, CB, B                |                                                      |
| Dado Cavalcanti          | Brasil  | Fevereiro de 2018           | Julho de 2018               | 31  | 14 | 7  | 10 | 44  | 35  | 52,68 | PA, CV, B                    | 1 Copa Verde                                         |
| Guilherme Alves          | Brasil  | Julho de 2018               | Agosto de 2018              | 8   | 2  | 2  | 4  | 6   | 10  | 33,33 | B                            |                                                      |
| Aylton Costa int.        | Brasil  | Agosto de 2018              | Setembro de 2018            | 2   | 0  | 1  | 1  | 3   | 4   | 16,66 | B                            |                                                      |
| João Brigatti            | Brasil  | Setembro de 2018            | Março de 2019               | 21  | 9  | 8  | 4  | 34  | 23  | 55,55 | B, PA                        |                                                      |
| Leandro Niehues int.     | Brasil  | 24 de Março de 2019         | 24 de Março de 2019         | 1   | 0  | 1  | 0  | 1   | 1   | 33,33 | PA                           |                                                      |
| Leo Condé                | Brasil  | Março de 2019               | Maio de 2020                | 10  | 4  | 2  | 4  | 8   | 10  | 46,66 | PA, CB, C                    |                                                      |
| Leandro Niehues int.     | Brasil  | 29 de Maio de 2019          | 29 de Maio de 2019          | 1   | 0  | 0  | 1  | 0   | 1   | 0     | CB                           |                                                      |
| Hélio dos Anjos          | Brasil  | Junho de 2019               | Setembro de 2020            | 46  | 22 | 18 | 6  | 76  | 36  | 60,86 | AM, PA, CV, CB, C            | 1 Parazão                                            |
| Marcelo Rocha int.       | Brasil  | 15 de Junho de 2019         | 15 de Junho de 2019         | 1   | 0  | 1  | 0  | 0   | 0   | 33,33 | C                            |                                                      |
| Guilherme dos Anjos int. | Brasil  | 6 de Fevereiro de 2020      | 6 de Fevereiro de 2020      | 1   | 0  | 1  | 0  | 1   | 1   | 33,33 | CB                           |                                                      |
| Leandro Niehues int.     | Brasil  | 20 de Setembro de 2020      | 20 de Setembro de 2020      | 1   | 1  | 0  | 0  | 2   | 0   | 100   | C                            |                                                      |
| Matheus Costa            | Brasil  | Setembro de 2020            | Outubro de 2020             | 4   | 0  | 2  | 2  | 4   | 6   | 16,66 | C                            |                                                      |
| Leandro Niehues int.     | Brasil  | 24 de Outubro de 2020       | 24 de Outubro de 2020       | 1   | 1  | 0  | 0  | 1   | 0   | 100   | C                            |                                                      |
| João Brigatti            | Brasil  | Outubro de 2020             | Janeiro de 2021             | 12  | 6  | 3  | 3  | 15  | 9   | 58,33 | C                            |                                                      |
| Aylton Costa int.        | Brasil  | Janeiro de 2021             | Fevereiro de 2021           | 3   | 1  | 1  | 1  | 6   | 4   | 44,44 | CV                           |                                                      |
| Itamar Schülle           | Brasil  | Fevereiro de 2021           | Maio de 2021                | 15  | 8  | 4  | 3  | 18  | 13  | 62,22 | PA, CB                       |                                                      |
| Wilton Bezerra int.      | Brasil  | 23 de Maio de 2021          | 23 de Maio de 2021          | 1   | 1  | 0  | 0  | 4   | 1   | 100   | PA                           | 1 Parazão                                            |
| Vinícius Eutrópio        | Brasil  | Maio de 2021                | Julho de 2021               | 9   | 3  | 4  | 2  | 9   | 8   | 48,14 | C                            |                                                      |
| Roberto Fonseca          | Brasil  | Julho de 2021               | Outubro de 2021             | 12  | 5  | 4  | 3  | 15  | 15  | 52,77 | C                            |                                                      |
| Wilton Bezerra int.      | Brasil  | Outubro de 2021             | Dezembro de 2021            | 8   | 2  | 2  | 4  | 13  | 12  | 33,33 | C, CV                        |                                                      |
| Márcio Fernandes         | Brasil  | Janeiro de 2022             | Abril de 2023               | 70  | 37 | 16 | 17 | 111 | 66  | 60,47 | AM, PA, CV, CB, C            | 1 Copa Verde                                         |
| Wilton Bezerra int.      | Brasil  | 3 de Maio de 2023           | 3 de Maio de 2023           | 1   | 1  | 0  | 0  | 2   | 1   | 100   | C                            |                                                      |
| Marquinhos Santos        | Brasil  | Maio de 2023                | Junho de 2023               | 11  | 2  | 4  | 5  | 7   | 17  | 30,30 | PA, CV, C                    |                                                      |
| Hélio dos Anjos          | Brasil  | Junho de 2023               | Setembro de 2024            |     |    |    |    |     |     |       | AM, PA, CV, CB, C, B         | 1 Parazão 1 Copa Verde                               |
| Guilherme dos Anjos int. | Brasil  | Junho de 2023               | Outubro de 2023             | 2   | 1  | 0  | 1  | 2   | 2   | 50    | C                            |                                                      |
| Márcio Fernandes         |         | Setembro de 2024            | Presente                    |     |    |    |    |     |     |       |                              |                                                      |

Legenda: AM = Amistoso; TA = Torneio Amistoso; PA = Campeonato Paraense; CN = Copa Norte; CV = Copa Verde; C = Série C; B = Série B; A = Série A; CC = Copa dos Campeões; CB = Copa do Brasil; L = Libertadores.

## Treinadores Campeões
- Contados 29 Treinadores Ultima atualização em 12 de janeiro de 2025, com o título da Super Copa Grão-Pará

| Nome                   | Títulos |
| Givanildo Oliveira     | 8 Títulos - Copa dos Campeões: 2002 - Campeonato Brasileiro - Série B: 2001 - Copa Norte: 2002 - Campeonato Paraense: 1987, 1992, 2000, 2001 e 2002 |
| Floriano Rodriguês     | 4 Títulos - Campeonato Paraense: 1942, 1943, 1944 e 1945                                                                                            |
| Juan Álvarez           | 4 Títulos - Campeonato Paraense: 1965, 1971, 1972 e 1976                                                                                            |
| Dado Cavalcanti        | 3 Títulos - Copa Verde: 2016 e 2018 - Campeonato Paraense: 2016                                                                                     |
| Hélio dos Anjos        | 3 Títulos - Copa Verde: 2024 - Campeonato Paraense: 2020 e 2024                                                                                     |
| Márcio Fernandes       | 2 Títulos - Copa Verde: 2022 - Super Copa Grão-Pará: 2025                                                                                           |
| Gentil Cardoso         | 2 Títulos - Campeonato Paraense: 1961 e 1962 |
| Carlos Castilho        | 2 Títulos - Campeonato Paraense: 1967 e 1969 |
| Joel Martins           | 1 Título - Campeonato Brasileiro - Série B: 1991 |
| Sandoval Matos         | 1 Título - Campeonato Paraense: 1939 |
| Nagib Coelho Matni     | 1 Título - Campeonato Paraense: 1947 |
| Arnaldo Moraes Filho   | 1 Título - Campeonato Paraense: 1956 |
| Enrique Rafael Bría    | 1 Título - Campeonato Paraense: 1957 |
| Luiz Zago              | 1 Título - Campeonato Paraense: 1959 |
| Carlinhos Silva (Caim) | 1 Título - Campeonato Paraense: 1963 |
| Antoninho              | 1 Título - Campeonato Paraense: 1966 |
| João Avelino "71"      | 1 Título - Campeonato Paraense: 1980 |
| Gérson dos Santos      | 1 Título - Campeonato Paraense: 1981 |
| César Moraes           | 1 Título - Campeonato Paraense: 1982 |
| Dias Renato            | 1 Título - Campeonato Paraense: 1985 |
| Tata                   | 1 Título - Campeonato Paraense: 1992 |
| Joãozinho Rosa         | 1 Título - Campeonato Paraense: 1998 |
| Sinomar Naves          | 1 Título - Campeonato Paraense: 2005 |
| Ademir Fonseca         | 1 Título - Campeonato Paraense: 2006 |
| Edson Gaúcho           | 1 Título - Campeonato Paraense: 2009 |
| Charles Guerreiro      | 1 Título - Campeonato Paraense: 2010 |
| Lecheva                | 1 Título - Campeonato Paraense: 2013 |
| Marcelo Chamusca       | 1 Título - Campeonato Paraense: 2017 |
| Wilton Bezerra         | 1 Título - Campeonato Paraense: 2021 |

- Os 10 (dez) títulos Paraenses correspondentes aos anos de 1920, 1921, 1922, 1923, 1927, 1928, 1929, 1931, 1932 e 1934, não tiveram comando técnico.